# Sopotocientos
Sopotocientos fue un programa de televisión ideado para niños en edad preescolar que se transmitió con gran éxito en Venezuela desde 1973 a 1974.

## Historia
Sopotocientos nace en 1971 como un proyecto conjunto de la empresa privada y la Fundación Festival del niño, que para esa época dirigía la primera dama de la nación, Alicia Pietri de Caldera.
Los principales contribuyentes de ese proyecto fueron la Fundación Neumann, el Dividendo voluntario para la comunidad, la empresa petrolera Creole, la fundación Festival del niño y el ministerio de educación, al frente del cual estaba el Dr. Enrique Pérez Olivares.
La idea era crear un programa de televisión para atender a niños en edad preescolar similar a Sesame Street en su versión americana. La gente de la Fundación Neumann ya tenía experiencia en materia de preescolar, pues habían desarrollado un modelo de estudios para niños en el centro infantil Altamira, al frente del cual estaba la sicóloga Alba Fernández de Revenga. Es a ella a quien encomiendan la producción de “Sopotocientos”.
La Dra. Revenga pudo haberse basado en Plaza Sésamo, versión latinoamericana de Sesame Street, pero ella prefirió crear una historia con personajes netamente venezolanos. Para ello, se rodeó de un grupo de profesionales en todas las áreas y así lograr un formato didáctico y de entretenimiento que, tras cincuenta años, permanece en la memoria colectiva del venezolano.
“Sopotocientos” sale al aire un 5 de febrero de 1973. Originalmente, la transmisión se realizaría únicamente a través del canal TVN-5, pero al comprobarse la calidad del material preparado y el impacto que crearía en los niños, los canales privados RCTV (canal 2) Venevisión (canal 4) y CVTV (Canal 8) lo transmiten en diferentes horarios.
El programa, de media hora de duración, se emitía de lunes a jueves y los viernes se hacía un recuento de la semana. Además, a fin de cada mes se publicaba un encartado en los periódicos tabloides, que contenía letras de las canciones, resumen de los programas y juegos. 

## Personajes
En “Sopotocientos” convivían la familia Rodríguez - Martínez, papá, mamá y dos hijos, en el parque cercano, los humanoides “Doña Coco Madrigal de los Esteros” (Caimana del Orinoco), “Rascón Corroncho” (puercoespín) y “Fernán Potamito” (hipopótamo bebé que llegó por error desde África), además de un grupo de niños, asiduos visitantes del parque y algunos invitados especiales, como fue el caso de Simón Díaz.
El elenco estaba conformado por
- Mamá: América Alonso

- Papá: Julio Capote
- Pablito: Hugo Rojas.
- Tinita: Karin Lechner.

Del lado de los humanoides: 
- Doña Coco: María Luisa Lamata
- Rascón Corroncho: Oscar Ibarra
- Potamito: Marta Velasco.

## El equipo de producción
La dirección de cámaras estaba a cargo de George Stone, la dirección artística la hicieron Daniel Farías y Levi Rosell y entre los asesores estaba Ricardo Tirado. El diseño y fabricación de los humanoides estuvo a cargo de Néstor Rodríguez Lamella.
Parte importante del programa eran sus canciones. Arnoldo Nali fue el autor de la música y Alba Revenga y su equipo, de las letras. En 1974 se editó un disco LP y actualmente tanto las canciones del disco como un grupo inédito que se escuchaba en el programa están disponibles en las plataformas digitales bajo el nombre “Sopotocientos” Volumen 1, con las canciones que tenía el disco L.P., y el volumen 2 las inéditas recién editadas.
De acuerdo al Plan de desarrollo de la Fundación Festival del niño, se estimaba que alrededor de unos 1.300.000 niños en edad preescolar (3 a 6 años), que no tenían acceso a escolaridad, se verían beneficiados con este proyecto, pero la realidad demostró que el impacto fue mayor y la audiencia superó los 2 millones de niños en todo el país.
Lamentablemente, “Sopotocientos” termina sus transmisiones en marzo de 1974, como consecuencia del cambio de gobierno en Venezuela. Algo que debió evitarse considerando el impacto positivo en la audiencia.
Se ha comentado que el programa regresó a la pantalla por un corto período de tiempo durante el gobierno de Luis Herrera Campins, pero no hay registros de ello.